# Kerk van Jezus Christus van de Heiligen der Laatste Dagen

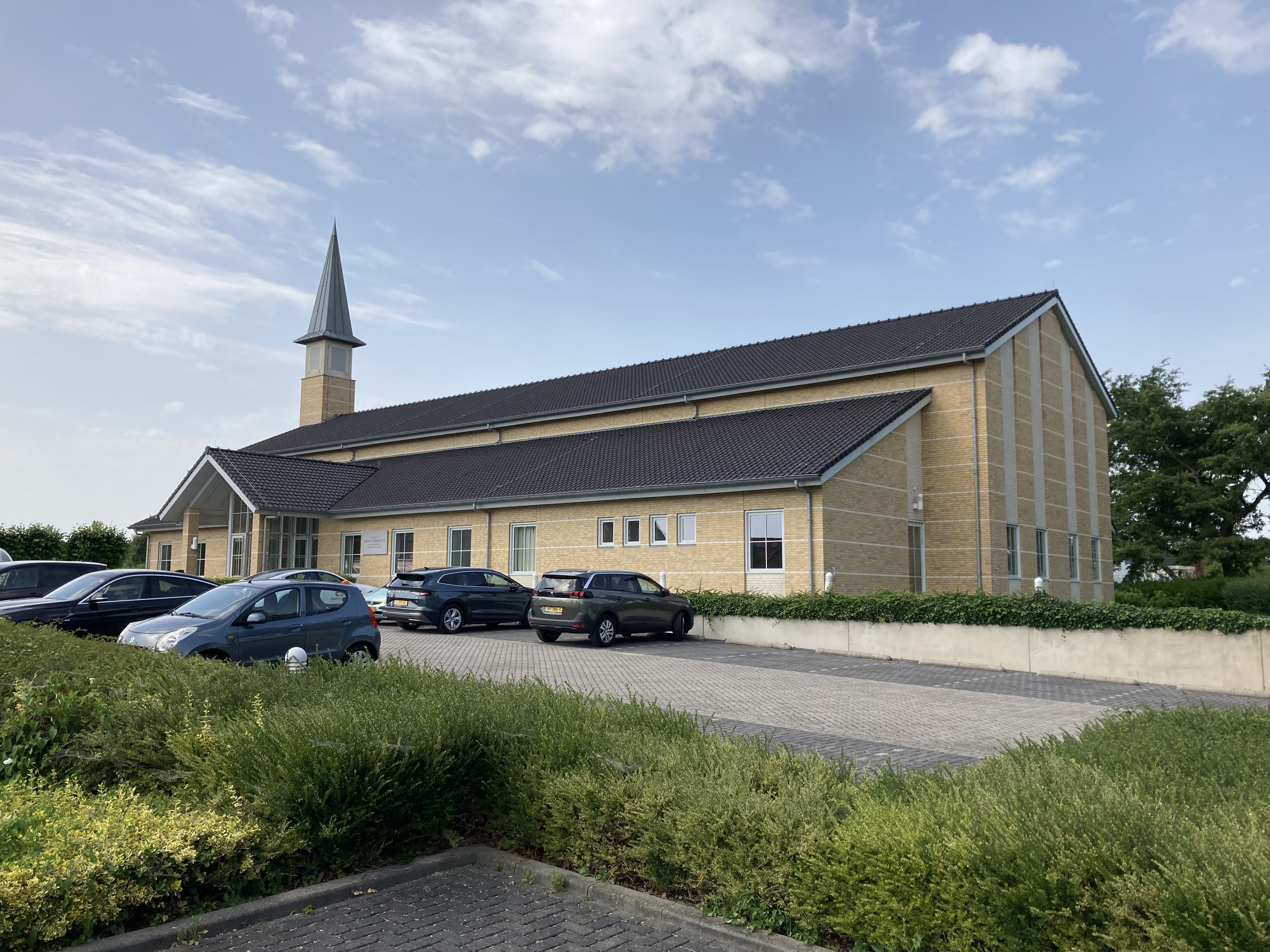
Kerkgebouw van De Kerk van Jezus Christus van de Heiligen der Laatste Dagen in Zoetermeer

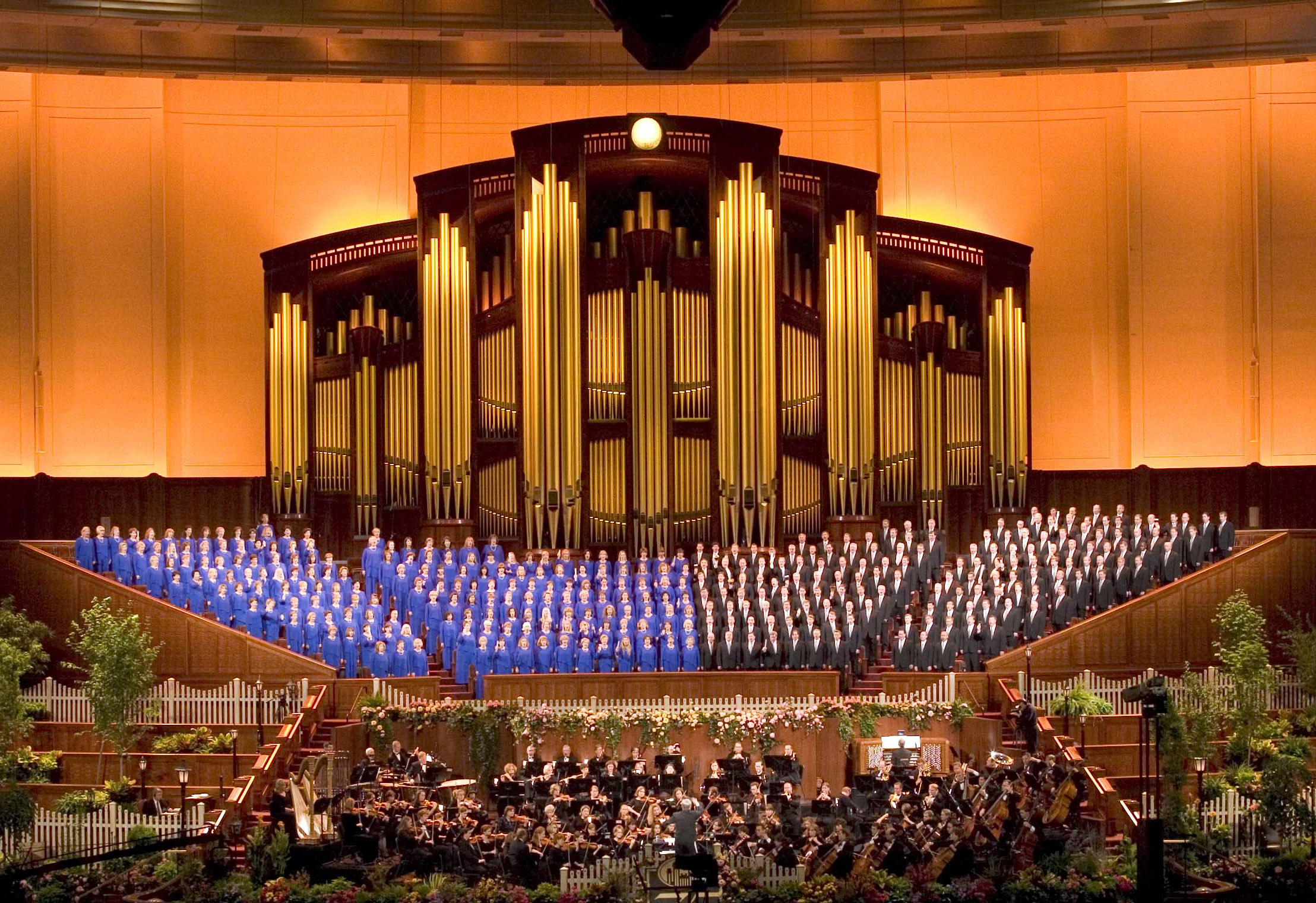
Het Tabernakelkoor van Temple Square

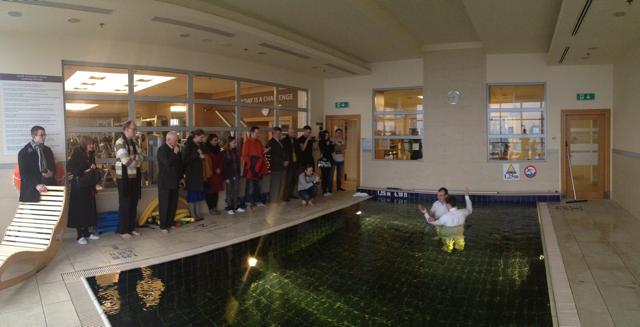
Doop van een man

De Kerk van Jezus Christus van de Heiligen der Laatste Dagen (Engels: The Church of Jesus Christ of Latter-day Saints) is een christelijke geloofsgemeenschap die in 1830 werd opgericht door Joseph Smith Jr. in Fayette, New York. Door hun geloof in het Boek van Mormon als heilige schriftuur naast de Bijbel worden leden in de volksmond vaak mormonen genoemd. De officiële naam voor leden van de Kerk is echter 'Heiligen der Laatste Dagen' (Engels: Latter-day Saints).
De Kerk wordt gerekend tot het restaurationistische christendom dat streeft naar het herstellen van het vroege christendom in zijn originele vorm zoals dat vóór de grote afval bestond.
De Kerk is vertegenwoordigd in circa 176 landen en territoria met ruim 17,5 miljoen leden. Volgens de US Religion Census is de Kerk de op drie na grootste christelijke kerk in de Verenigde Staten. 60% van alle leden woont buiten de Verenigde Staten. België kent een 7000-tal leden. De hoofdzetel bevindt zich sinds 1847 in Salt Lake City, Utah. De Kerk is de rijkste religieuze organisatie in de wereld, met een bezit van meer dan 200 miljard euro.

## Geschiedenis

### Oprichting

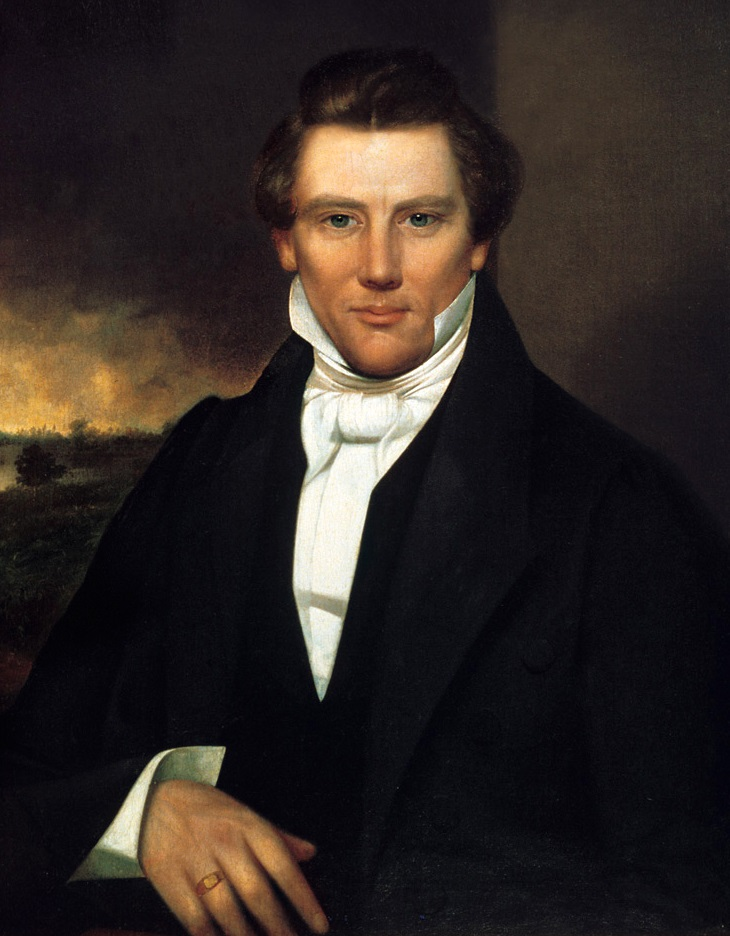
Joseph Smith Jr., de stichter van De Kerk van Jezus Christus van de Heiligen der Laatste Dagen

In 1820 wilde de toen 14-jarige Joseph Smith Jr. weten bij welke christelijk kerkgenootschap hij zich moest aansluiten. Hij besloot deze vraag aan God voor te leggen door te bidden. Smith verklaarde dat God en Jezus aan hem in een visioen waren verschenen, en Jezus zou hem vervolgens hebben verteld dat hij zich bij geen enkel kerkgenootschap moest aansluiten, aangezien allen ongelijk hadden. Volgelingen van Smith geloven dat hiermee de zogenaamde 'laatste bedeling' begon, en dat de leiding van God door profeten niet meer zal eindigen tot de wederkomst van Jezus Christus.
In de volgende jaren kreeg Smith naar eigen zeggen instructies van verschillende hemelse boodschappers. Hij geloofde dat hij door God was uitgekozen om als profeet de oorspronkelijke vroegchristelijke Kerk opnieuw op aarde te vestigen. Op 6 april 1830 richtte hij de "Church of Christ" (Kerk van Christus) op die later werd hernoemd tot 'De Kerk van Jezus Christus van de Heiligen der Laatste Dagen'.

### Het Boek van Mormon
Een van de hemelse boodschappers die aan Smith zou zijn verschenen, was Moroni. Volgens Smith had Moroni tijdens zijn leven op aarde een verslag begraven, waarin zijn vader Mormon de religieuze geschiedenis van vroegere bewoners van Amerika had samengevat. In de kroniek wordt gesproken over twee grote beschavingen. Een kwam in 600 v.Chr. vanuit Jeruzalem naar Amerika. De andere migreerde veel eerder naar het Amerikaanse continent na de taalverwarring bij de toren van Babel.
De belangrijkste gebeurtenis in de kroniek zou de persoonlijke bediening van de Heer Jezus Christus op het Amerikaanse continent bevatten kort na zijn opstanding. Smith verklaarde dat hij de gouden platen waarop deze kroniek was geschreven op aanwijzing van Moroni had opgegraven en door de macht van God had vertaald naar het Engels. Smith publiceerde dit in maart 1830 als "Het Boek van Mormon".

### Volksverhuizing van de vroege gelovigen

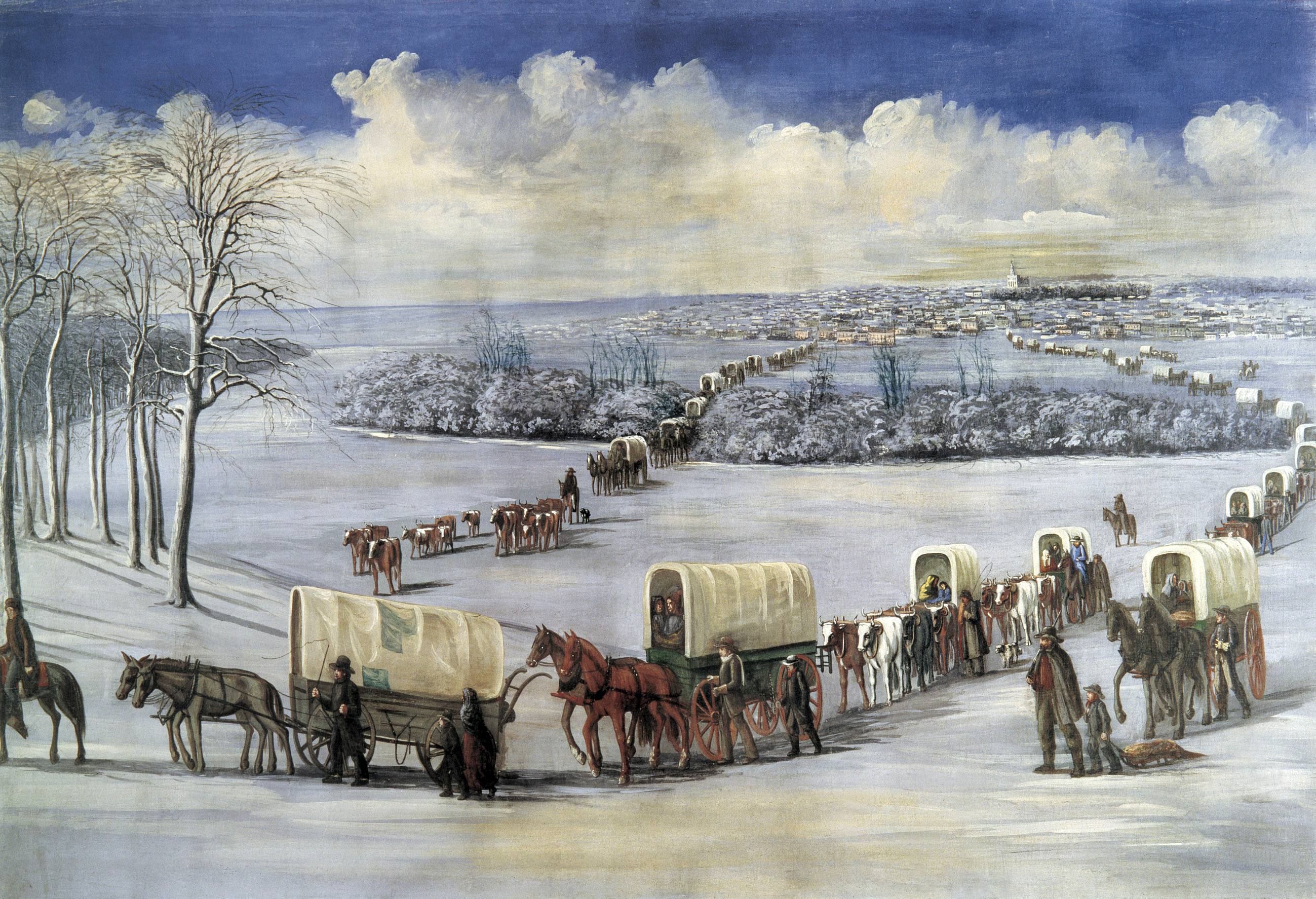
19e-eeuws schilderij van pioniers die de Mississippi overtrekken; van C.C.A. Christensen

Eind 1830 had Smith zo'n 280 aanhangers, mede dankzij het uitsturen van zendelingen. In de daarop volgende jaren groeide het ledental verder. Op 27 juni 1844 werden Smith en zijn broer Hyrum door een menigte vermoord, terwijl zij in een gevangenis in Carthage, Illinois verbleven.
Na Joseph Smiths dood ontstond er binnen de Kerk (waarvan het merendeel van de leden zich inmiddels in de staat Illinois hadden gevestigd) enige verwarring over wie Joseph moest opvolgen als president van de Kerk. Het grootste deel van de leden schaarde zich achter Brigham Young, senior apostel in het Quorum der Twaalf. Door aanhoudende vervolgingen besloot de nieuwe president van de Kerk de gelovigen weg te leiden uit Illinois naar een veilige plaats in het Westen. Tussen 1846 en 1869 maakten zo'n 70.000 gelovigen de ca. 1500 kilometer lange tocht naar de Great Salt Lake Valley (in de huidige staat Utah) met huifkarren, handkarren, en soms zelfs te voet. Ook legden zij vaak delen van de tocht af over water. Van daaruit vestigden zij talloze nederzettingen in Utah en de omliggende staten. De Kerk vestigde haar hoofdzetel in Salt Lake City, Utah.

### Nederland

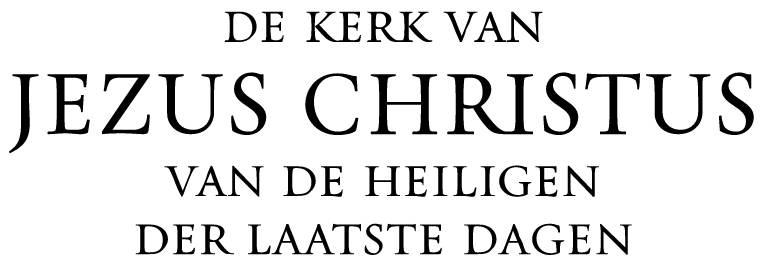
Logo in het Nederlands

De eerste zendeling van De Kerk van Jezus Christus van de Heiligen der Laatste Dagen die Nederland aandeed, was de apostel Orson Hyde. In juni 1840 verbleef hij in Nederland, terwijl hij op doortocht naar Jeruzalem was. Hij sprak onder anderen met een joodse rabbijn in Rotterdam en liet enkele pamfletjes achter, die hij in het Nederlands had laten vertalen.
In 1861 werden voor het eerst twee zendelingen vanuit Salt Lake City uitgezonden die specifiek in Nederland werkzaam zouden zijn. Anne Wiegers van der Woude en Paul August Schettler kwamen op 5 augustus 1861 in Rotterdam aan. Anne was in 1852 als eerste Nederlandse bekeerling in Wales gedoopt. Een jaar later was hij met zijn vrouw en drie kinderen naar Amerika geëmigreerd. Kort na zijn aankomst als zendeling in Nederland, besloot hij zijn familie in Friesland te bezoeken en zijn boodschap met hen te delen. Dit bezoek resulteerde in de eerste bekeerlingen van de Kerk in Nederland: op 1 oktober 1861 doopte Anne in de Friese plaats Broek onder Akkerwoude Gerrit W. van der Woude, Bouwdina van der Woude-Potgieter en Elizabeth Wolters. Toen Anne Wiegers van der Woude en Paul August Schettler in 1863 terugkeerden naar Amerika telde de Kerk in Nederland 33 leden.
Nieuwe zendelingen werden naar Nederland gestuurd en in de jaren die volgden groeide de Kerk gestaag. Van de kersverse bekeerlingen werd verwacht dat zij – niet al te lang na hun doop – naar Amerika emigreerden. In totaal hebben zo'n 7.000 Nederlandse bekeerlingen zich bij de heiligen der laatste dagen in het westen van de Verenigde Staten gevoegd. Pas nadat de Kerk in de jaren vijftig van de twintigste eeuw haar emigratiebeleid gestaakt had, kwam er een einde aan de constante uitstroom van nieuwe leden en kon de Kerk zich wortelen op andere plaatsen dan de Verenigde Staten, onder andere in Nederland. Volgens eigen statistieken telt De Kerk van Jezus Christus van de Heiligen der Laatste Dagen ruim 9.300 leden in Nederland (0.05% van de bevolking), verspreid over 24 gemeenten.

## Organisatie

### Kerkelijk bestuur
Het zesde geloofsartikel van de Kerk luidt: Wij geloven in dezelfde organisatie die in de vroegchristelijke kerk bestond, namelijk: apostelen, profeten, herders, leraars, evangelisten enzovoort.

#### Algemene autoriteiten
In de kerkelijke hiërarchie worden de hoogste bestuursorganen gevormd door:
- Het Eerste Presidium, bestaande uit de president van de Kerk en twee raadgevers;
- Het Quorum der Twaalf Apostelen;
- De Quorums der Zeventig;
- De Presiderende Bisschap.[16]

De leden van deze bestuursorganen zijn fulltime priesterschapsleiders, die algemene autoriteiten genoemd worden. Zij besturen de Kerk op hiërarchische wijze, dat wil zeggen dat Christus aan het hoofd van zijn Kerk staat.
Het Eerste Presidium is het hoogste bestuursorgaan, gevolgd door het Quorum der Twaalf Apostelen. De leden van het Eerste Presidium en het Quorum der Twaalf Apostelen bekleden allen het ambt van apostel, bijzondere getuige van Christus, en worden beschouwd als profeten, zieners en openbaarders.
De leden van de Quorums van Zeventig, zeventigers genaamd, handelen eveneens met apostolisch gezag door in opdracht van het Quorum der Twaalf wereldwijd te assisteren in de organisatie en opbouw van de Kerk. Momenteel zijn er twaalf Quorums van Zeventig die gepresideerd worden door het Presidium der Zeventig dat uit zeven leden bestaat. Zeventigers zijn doorgaans werkzaam in de driekoppige presidiums, elk bestaand uit een president en twee raadgevers, van de wereldwijd 23 bestuurlijke gebieden. Ook vervullen zeventigers bestuurlijke taken in de departementen van het hoofdkantoor in Salt Lake City.
Onder leiding van het Eerste Presidium is de Presiderende Bisschap, bestaande uit drie bisschoppen, verantwoordelijk voor de materiële zaken en het stoffelijk welzijn van de Kerk.
De leden geloven dat de algemene autoriteiten door inspiratie van God geleid worden. De leden worden tijdens de halfjaarlijkse Algemene Conferentie in april en oktober en tijdens plaatselijke conferenties in de gelegenheid gesteld hun steunverlening aan de algemene autoriteiten kenbaar te maken door handopsteking. Nieuwe algemene autoriteiten worden door openbaring geroepen door het Eerste Presidium en het Quorum der Twaalf Apostelen.

#### Plaatselijke kerkleiders
Binnen de wereldwijd 23 bestuurlijke gebieden zijn er lokaal twee geografische organisaties: ringen en wijken of gemeenten. In Nederland en België vallen de ringen en wijken of gemeenten onder het Gebied Europa-Midden.
- Ringen: Een ring is een geografische kerkelijke organisatie vergelijkbaar met een katholiek bisdom. Een ring wordt bestuurd door een ringpresident en twee raadgevers die worden bijgestaan door een hogeraad met twaalf leden. Nederland heeft drie ringen (de Ring Den Haag, de Ring Breda en de Ring Apeldoorn) en België heeft twee ringen (de Ring Brussel België Zuid en de Ring Brussel België Noord).
- Wijken en gemeenten: Elke ring bestaat uit minimaal vijf plaatselijke kerkgemeenschappen, wijken of gemeenten genaamd. Wijken tellen doorgaans meer leden dan een gemeente en beschikken over een eigen kerkgebouw. Elke wijk wordt geleid door een bisschop, bijgestaan door twee raadgevers. De bisschop is de geestelijke leider van de plaatselijke kerkgemeenschap met taken die vergelijkbaar zijn met die van een dominee, pastoor of rabbi. De vier Nederlandse en Vlaamse ringen bestaan uit 28 wijken en gemeenten.

#### Overige organisaties
Naast deze hiërarchische priesterschapsorganisatie kent de Kerk nog vijf organisaties die op algemeen, ring- en wijkniveau ondersteunen bij de opbouw van de Kerk en de versterking van haar leden. Het Jeugdwerk (JW) voor kinderen van anderhalf t/m 11 jaar; de Jongevrouwen (JV) voor meisjes van 12 t/m 17 jaar; de Jongemannen (JM) voor jongens van 12 t/m 17 jaar; de Zondagsschool (ZS) voor leden van 12 jaar en ouder; en de Zustershulpvereniging (ZHV) voor vrouwen van 18 jaar en ouder. Deze organisaties voorzien in evangelieonderwijs als onderdeel van de zondagsdiensten en organiseren doordeweekse activiteiten. Daarnaast is er speciale aandacht voor jongvolwassenen van 18 t/m 35 jaar en alleenstaande leden van 36 jaar en ouder.

### Rechtspersoon
Om haar eigendommen en inkomsten als kerk privaatrechtelijk te kunnen beheren richtte De Kerk van Jezus Christus van de Heiligen der Laatste Dagen begin 20e eeuw twee rechtspersonen op in de vorm van een corporation sole (een Engels-Amerikaanse rechtspersoonvorm met slechts één eigenaar die door de wetgever uitsluitend bedoeld is voor de publieke sector en kerkelijke organisaties). In 1916 werd de Corporation of the Presiding Bishop of the Church of Jesus Christ of Latter-day Saints opgericht waar vooral niet-winstgevende activiteiten zijn ondergebracht, zoals onderwijs- en liefdadigheidsinstellingen en het wereldwijde beheer van de gebouwen en terreinen van de Kerk. Deze instellingen zijn vrijgesteld van belastingen. In 1923 werd de Corporation of the President of the Church of Jesus Christ of Latter-day Saints opgericht waaronder naast de overige activiteiten ook belastingplichtige for-profitondernemingen van de Kerk hangen als facilitaire dienst of veilige investering voor tijden van nood. Dit betreft actueel een aantal eigen mediabedrijven en radio- en televisiestations, agrarische ondernemingen, een verzekeraar, enkele restaurants om bezoekers van kerkelijke trekpleisters te kunnen bedienen en de ontwikkeling van onroerend goed.
De totale waarde van de activa van de Kerk wordt door buitenstaanders geschat op 25 tot 30 miljard dollar. Hiervan zou 60 tot 70% bestaan uit gebouwen en terreinen. Het rendement op de overige activiteiten zou met 600 miljoen dollar per jaar op 5 tot 8% liggen. Daarnaast zou de Kerk jaarlijks 4 tot 5 miljard dollar aan giften van leden ontvangen, die geacht worden 10% van hun inkomen aan de Kerk te doneren (Ostling & Ostling 2007, p. 116–132).
De Kerk legt echter geen externe verantwoording af over haar financiën. Het laatste openbare financiële verslag dateert van april 1959. Eén keer per jaar doet een kerkelijk verificatiecomité tijdens de Algemene Conferentie verslag van haar controlewerkzaamheden. Dit verslag bevat echter geen financiële gegevens en trekt altijd dezelfde conclusie: "Op grond van de uitgevoerde verificaties is de afdeling verificatie van de Kerk van mening dat in alle materiële opzichten de ontvangen bijdragen, gedane uitgaven en middelen van de Kerk voor het [afgelopen jaar] in overeenstemming met de goedgekeurde begrotingen, beleidslijnen en boekhoudpraktijken van de Kerk zijn ingeschreven en beheerd. De Kerk past de richtlijnen toe waarin ze haar leden onderwijst, namelijk binnen een budget blijven, schulden vermijden en geld sparen voor noodgevallen."
In Engeland en Canada is de Kerk verplicht om een financieel jaarverslag te publiceren, omdat haar activiteiten daar geregistreerd staan als goed doel. Uit deze verslagen blijkt dat het personeel en het onderhoud van gebouwen en terreinen de grootste kostenposten zijn.

## Leerstellingen en kenmerken

### Godheid
Net als andere christenen geloven heiligen der laatste dagen in God de Vader, en in zijn Zoon Jezus Christus en in de Heilige Geest. In tegenstelling tot veel andere christenen geloven heiligen der laatste dagen echter niet dat de drie leden van de godheid uit één ondeelbaar Wezen bestaan, maar uit drie afzonderlijke Personen die volmaakt één zijn in doel en streven. Zij wijzen de leer van de drie-eenheid dus af, het zogenaamde mysterie waarbij die ene God zich in drie verschillende vormen, namelijk als de Vader, de Zoon en de Heilige Geest, manifesteert. Na veel dispuut werd deze triniteitsleer pas in de 4de en 5de eeuw na Christus, tijdens de concilies van Nicea (325), Constantinopel (381) en Chalcedon (451) tot dogma verheven. Sindsdien is de triniteitsleer in verschillende geloofsbelijdenissen vastgelegd en wordt die nog steeds door het merendeel van het hedendaagse christendom aanvaard. In tegenstelling tot de zienswijze dat God een mysterie is, geloven heiligen der laatste dagen dat het Gods bedoeling is dat we zijn wezen en onze relatie tot Hem begrijpen.
Heiligen der laatste dagen geloven dat God de Vader het opperwezen van het heelal is. Ook geloven zij dat God de Vader letterlijk de Vader van onze geest is in wiens tegenwoordigheid wij vóór onze geboorte hebben gewoond en dat de mens naar zijn beeld en gelijkenis is geschapen zoals in Genesis staat geschreven. Alle mensen zijn letterlijk geestkinderen van God en geestverwante broeders en zusters van elkaar. Het is volgens hen Gods oogmerk dat wij als zijn kinderen na dit leven bij hem terugkeren en overeenkomstig onze goddelijke afkomst als hem worden.
Heiligen der laatste dagen geloven dat Jezus eveneens een geestzoon van de Vader is, maar bovendien Gods eniggeboren Zoon in het vlees. Met Maria als zijn sterfelijke moeder en God de Vader als zijn onsterfelijke Vader was Jezus als enige in staat zijn leven neer te leggen en weer op te nemen. Zij geloven dat Jezus vrijwillig de losprijs voor de zonden van alle mensen betaalde en de pijnen van het gehele mensdom ervoer tijdens zijn lijden in de hof van Getsemane en aan het kruis op Golgota. Zij geloven dat Jezus zijn leven als zoenoffer gaf aan het kruis en na drie dagen weer opstond uit de dood. Zijn lijden, offer en opstanding brengen de verzoening teweeg waardoor de mens naar God kan terugkeren en als hem kan worden. Door zijn opstanding zullen alle mensen de lichamelijke dood overwinnen, de scheiding van lichaam en geest. Door zijn zoenoffer kunnen alle mensen de geestelijke dood overwinnen, de scheiding tussen de mens en God de Vader. Zij geloven dat Jezus reeds vóór zijn geboorte een goddelijke status had en op aanwijzing van de Vader de aarde schiep en als Jehova tot de profeten in het Oude Testament sprak. Het is door zijn Zoon dat God de Vader zijn oogmerk realiseert en het reddingswerk voor zijn overige kinderen verricht.
Zij geloven dat de Heilige Geest een persoon van geest is zonder tastbaar lichaam van vlees en beenderen zoals de Vader en de Zoon dat hebben. Als derde lid van de godheid getuigt de Heilige Geest tot onze geest van de Vader en de Zoon en van alle waarheid en kan de mens goddelijke openbaring en inspiratie ontvangen. Zij geloven dat de Heilige Geest niet alleen een getuige en openbaarder is, maar ook een Trooster die vrede, gemoedsrust en bemoediging schenkt. Ook geloven zij dat de mens, na gedoopt te zijn in water, de Heilige Geest moet ontvangen om het koninkrijk van God binnen te kunnen gaan.

### Afval en herstelling
Heiligen der laatste dagen geloven dat Jezus Christus tijdens zijn aardse bediening zijn Kerk organiseerde die, zoals Paulus aan de Efeziërs uitlegde, gebouwd was op het fundament van apostelen en profeten met Christus als hoeksteen. De twaalf apostelen ontvingen van Christus priesterschapsbevoegdheid en de sleutels van Gods koninkrijk om de Kerk na zijn dood te kunnen leiden.
Onder het priesterschap verstaan heiligen der laatste dagen de macht en de bevoegdheid die Christus aan de mens heeft verleend om zijn Kerk op aarde te besturen, zijn leer te verkondigen en de heilsverordeningen of sacramenten te bedienen zoals de doop, het avondmaal en het huwelijk. Andere functionarissen met priesterschapsbevoegdheid die in het Nieuwe Testament genoemd worden zijn onder meer zeventigers, diakenen, ouderlingen en overzieners of bisschoppen.
Dat het centrale apostolische gezag na Christus’ Hemelvaart voortduurde, blijkt uit de roeping van Mattias om de plaats van Judas in te nemen. Nog latere apostelen waren bijvoorbeeld Paulus en Barnabas. Paulus waarschuwt in zijn brieven aan de gemeenten echter voortdurend voor het afwijken van de juiste leer of het vasthouden aan valse tradities. Heiligen der laatste dagen geloven dat met de uiteindelijke dood van de apostelen het centrale gezag en daarmee het fundament van de Kerk verdween. Het wegvallen van het apostolisch gezag en de juiste leer wordt door de leden van de Kerk als de voorspelde Grote Afval beschouwd. Plaatselijke bisschoppen, zoals in Rome en Constantinopel, wedijverden om de macht en concilies bepaalden in opeenvolgende eeuwen wat als juiste leer moest worden beschouwd.
Zij geloven dat oud- en nieuwtestamentische profeten zowel de grote afval als een hemelse herstelling hebben voorspeld. Zij geloven dat op 15 mei 1829 de opgestane Johannes de Doper aan Joseph Smith en Oliver Cowdery is verschenen om hen de priesterschapsbevoegdheid te verlenen om te dopen. Enige tijd later zouden Petrus, Jakobus en Johannes aan hen zijn verschenen om hen apostolisch gezag te verlenen zodat de oorspronkelijke Kerk van Christus opnieuw kon worden georganiseerd.

### Schriftuur
De Kerk van Jezus Christus van de Heiligen der Laatste Dagen aanvaardt vier canonieke werken als Schriftuur: de Bijbel, het Boek van Mormon, de Leer en Verbonden en de Parel van Grote Waarde.

#### Bijbel
In de Kerk wordt zowel het Oude als het Nieuwe Testament bestudeerd. Heiligen der laatste dagen geloven dat de Bijbel het woord van God is, "voor zover die juist is vertaald." Voor elke taal heeft de Kerk een voorkeursvertaling geselecteerd. Voor het Nederlands is dat lange tijd de vertaling van het Nederlands Bijbelgenootschap uit 1951 geweest, ook wel bekend als de NBG-vertaling. Inmiddels wordt de Herziene Statenvertaling uit 2010 echter als voorkeursvertaling gehanteerd.
Vanaf 1830 tot 1844 heeft Joseph Smith gewerkt aan een 'geïnspireerde versie' van de Bijbel, die gebaseerd is op de King James Version, met aanvullingen en wijzigingen. Smith heeft de publicatie van zijn werk niet meer kunnen meemaken: hij werd op 27 juni 1844 door een gewapende bende vermoord. In 1867 werd de Bijbelvertaling van Joseph Smith alsnog uitgegeven. Het copyright van de Bijbelvertaling van Joseph Smith berust bij de Community of Christ.
Voor Engelstalige leden is de reguliere King James Version van de Bijbel de aangewezen voorkeursvertaling. In 1979 publiceerde de Kerk voor het eerst een eigen editie van de King James Bijbel met verklarende hoofdstukinleidingen, duizenden voetnoten met o.a. uitleg over Hebreeuwse en Griekse termen, een alfabetische tekstverwijzingsgids met 3495 evangelieonderwerpen en een woordenboek van 196 pagina’s waarin 1285 trefwoorden worden uitgelegd. Op 15 oktober 1982 reikte de Amerikaanse National Bible Association (voorheen Layman’s National Bible Committee) een prijs uit aan de Kerk voor deze uitgave “in waardering voor de uitstekende service aan de zaak van de Bijbel door de publicatie van haar eigen nieuwe editie van de King James Versie met verklarende hoofdstukinleidingen, een vereenvoudigd voetnootsysteem en de koppeling van verwijzingen naar alle andere geschriften van de Kerk – waardoor de studie van de Bijbel door haar leden aanzienlijk verbeterd is."

#### Boek van Mormon

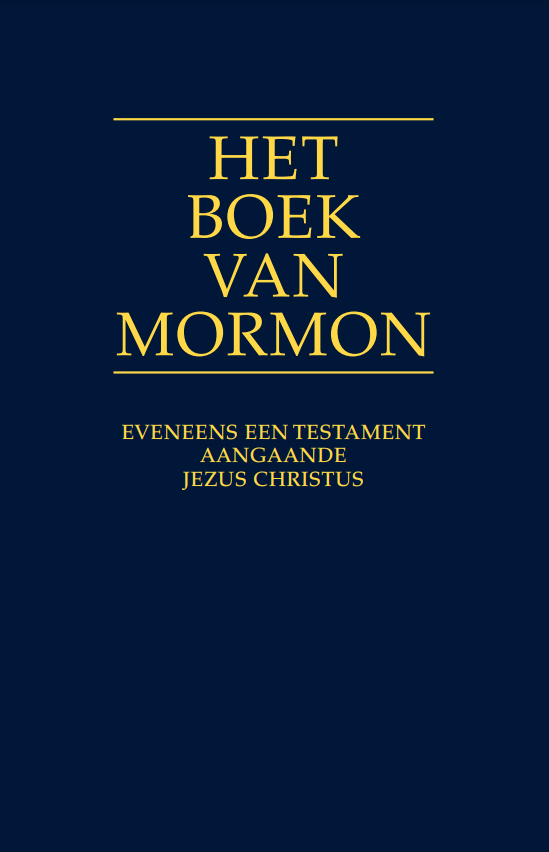
De Nederlandse vertaling van het Boek van Mormon verscheen voor het eerst in 1890

Heiligen der laatste dagen geloven dat Joseph Smith in 1823 instructies kreeg van een engel, genaamd Moroni, om een eeuwenoude kroniek te vertalen. Deze kroniek zou geschreven zijn door profeten die ooit op het Amerikaanse vasteland woonden. De geschiedschrijver en profeet Mormon, die rond 400 na Christus op het Amerikaanse continent leefde, maakte van al deze geschriften een samenvatting op gouden platen. Joseph Smith publiceerde zijn vertaling van deze kroniek in 1830 als het Boek van Mormon.
Voordat Smith de platen teruggaf aan de engel Moroni, werd hem toegestaan de platen te tonen aan 'drie getuigen' en 'acht getuigen' van wie de verklaringen zijn opgenomen in het Boek van Mormon. De drie getuigen verklaarden Gods stem te hebben gehoord die hen verkondigde dat de platen door Gods gave en macht waren vertaald en dat een engel van God uit de hemel neerdaalde en de platen voor hen neerlegde zodat zij de platen en de graveersels erop aanschouwden en zagen. De acht getuigen verklaarden de platen te hebben gezien en in handen te hebben gehad. Sommigen van deze getuigen hebben nadien de Kerk verlaten, maar geen enkele heeft ooit zijn getuigenis herroepen.
Het Boek van Mormon beslaat een periode van ca. 2500 v.Chr. tot ca. 400 n.Chr. en speelt zich voornamelijk af op het Amerikaanse continent. Het beschrijft hoe enkele families, in de tijd van de Toren van Babel en de verwoesting van Jeruzalem door Nebukadnezar II, onder leiding van God in schepen over de oceaan voeren naar Amerika. Daar groeiden zij uit tot grote volkeren met hun eigen geschiedenis en cultuur, maar ook met hun eigen profeten en profetieën. Hoogtepunt in het Boek van Mormon is de verschijning van Jezus Christus na zijn opstanding aan deze inwoners van Amerika. Heiligen der laatste dagen beschouwen het Boek van Mormon als een tweede getuige van de goddelijkheid van Jezus Christus, samen met de Bijbel.
In 1830 drukte de Kerk 5.000 exemplaren van het Boek van Mormon; dat aantal groeide tot 100 miljoen exemplaren in het jaar 2000; en in 2023 was dat aantal verdubbeld tot 200 miljoen exemplaren. Het Boek van Mormon is verkrijgbaar in 115 talen. De eerste Nederlandstalige uitgave stamt uit 1890.

#### Leer en Verbonden
De Leer en Verbonden is een uniek schriftuurlijk boek omdat het geen vertaling is van documenten uit de oudheid, maar een verzameling eigentijdse, goddelijke openbaringen en geïnspireerde verklaringen aan hedendaagse profeten.
De hoofdstukken worden afdelingen genoemd en bevatten openbaringen en verklaringen die gegeven zijn voor de vestiging en regulering van het koninkrijk van God op aarde in de laatste dagen.
Hoewel de meeste afdelingen zijn gericht aan leden van De Kerk van Jezus Christus van de Heiligen der Laatste Dagen, zijn de boodschappen, waarschuwingen en aansporingen voor het aardse welzijn en eeuwige heil van de gehele mensheid.
De meeste openbaringen in het boek zijn ontvangen door Joseph Smith jr., de eerste profeet en president van de Kerk. De overigen zijn uitgegeven door enkelen van zijn opvolgers: Brigham Young, Wilford Woodruff, Joseph F. Smith en Spencer W. Kimball. Het is een dynamisch open boek en geen complete gesloten canon.

#### Parel van Grote Waarde
De Parel van Grote Waarde bestaat uit:
- Selectie uit het boek Mozes: Joseph Smith beweerde dat hij door openbaring gedeelten had ontvangen uit een boek dat Mozes zou hebben geschreven. De selectie uit het boek Mozes bevat voornamelijk een aangepaste versie van de eerste hoofdstukken van het boek Genesis uit het Oude Testament.
- Het boek Abraham: een 'geïnspireerde' vertaling van enkele Egyptische papyri die Smith had ontvangen en die de woorden van Abraham zouden bevatten.
- Matteüs naar Joseph Smith: een door Smith aangepaste versie van Matteüs 23:39 en hoofdstuk 24 uit het Nieuwe Testament. Hierin worden gebeurtenissen beschreven die plaats zullen vinden rondom de wederkomst van Jezus Christus.
- De Geschiedenis van Joseph Smith: een korte autobiografie van Joseph Smith met als voornaamste aandachtspunt zijn profetische roeping.
- De Geloofsartikelen: enkele fundamentele leerstellingen, samengevat in dertien artikelen. Deze werden door Joseph Smith opgesteld als onderdeel van een brief uit 1842 aan John Wentworth, redacteur van de Chicago Democrat.[29]

### Heilsplan

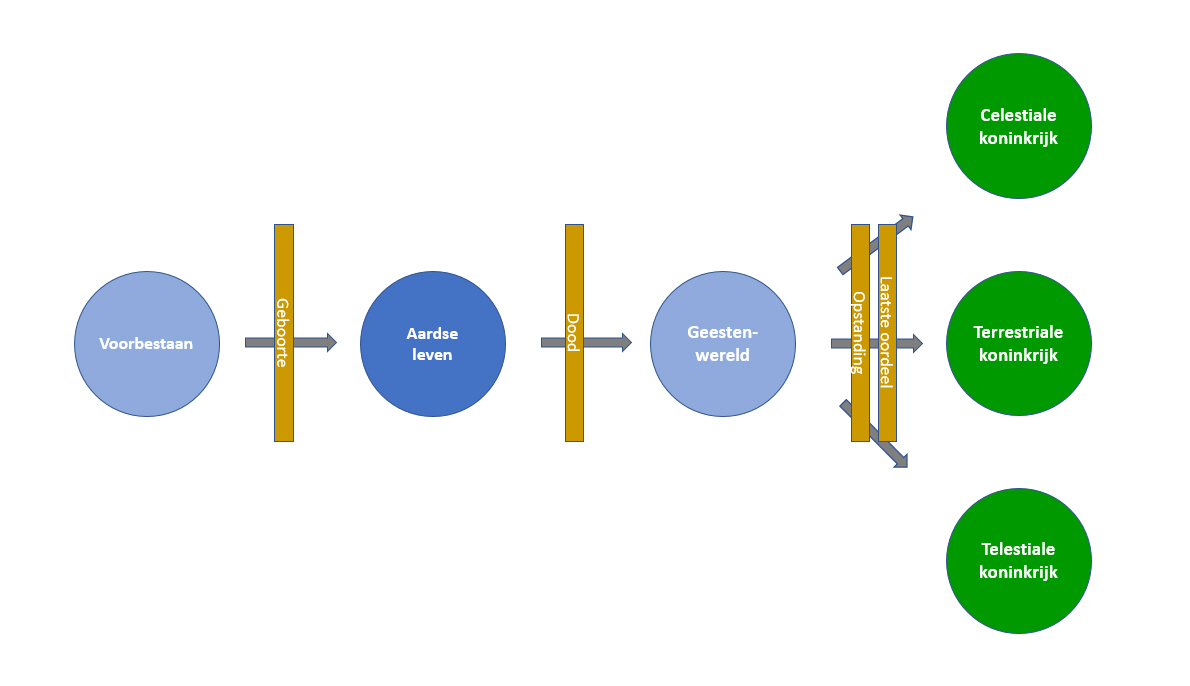
Gods heilsplan

Heiligen der laatste dagen geloven dat dit leven onderdeel uitmaakt van een door God ingesteld plan, het zogenaamde heilsplan of plan van zaligheid. Dit plan geeft antwoord op de vragen: Waar kom ik vandaan, waarom ben ik hier op aarde en waar ga ik naartoe als ik overleden ben. Alle mensen zouden vóór hun geboorte bij God hebben gewoond als zijn geesteskinderen. Omdat zij zoals hij wilden worden, moesten zij aan twee voorwaarden voldoen: (1) zij moesten net zoals God een volmaakt lichaam van vlees en beenderen ontvangen en (2) zij moesten net zoals God volmaakt worden in kennis, wijsheid, liefde en andere goddelijke deugden. God schiep voor zijn geesteskinderen een leerschool, namelijk de aarde. Zij zien de Val van Adam en Eva als een noodzakelijk onderdeel van Gods plan. Zij geloven dat de huidige wereld met haar tegenstellingen en uitdagingen een vruchtbare leerschool is om goddelijke deugden te ontwikkelen en om te leren om te gaan met een stoffelijk lichaam.
De onvermijdelijke fouten en zonden die de mensen op aarde zouden begaan, zouden hen onwaardig maken om terug te keren bij God om hun bijzondere leertraject te vervolgen. Door de verzoening van Jezus Christus kan een ieder vergeving van zonden ontvangen op voorwaarde van bekering: een proces van oprechte spijt, eventuele restitutie van verrichte materiële of emotionele schade, belijdenis van de zonde aan God, en toegewijde inspanningen om de zonde niet meer te begaan. Heiligen der laatste dagen geloven ook dat ieder mens – onvoorwaardelijk – door de opstanding van Jezus Christus op een dag uit de dood zal worden opgewekt. Wanneer iemand sterft, gaat zijn geest in afwachting van de opstanding naar een tijdelijk verblijf, die geestenwereld wordt genoemd.
Zij geloven dat ieder mens na zijn opstanding zal worden geoordeeld door God. Een ieder zal een beloning ontvangen naar zijn werken en verlangens op aarde. Heiligen der laatste dagen geloven in drie 'graden van heerlijkheid', werelden of koninkrijken, die als eindbestemming dienen voor Gods opgestane kinderen. Van laag naar hoog zijn dat het telestiale, het terrestriale en het celestiale koninkrijk. Alleen in het celestiale koninkrijk blijven huwelijken eeuwig voortduren en kunnen echtparen goden en godinnen worden. Zij leren dan werelden te scheppen voor hun eigen geesteskinderen. Gebaseerd op deze leer geloven zij dat God zelf ook getrouwd is en dat wij dus niet alleen een Hemelse Vader hebben, maar ook een Hemelse Moeder hebben.

### Tempels en postume doop

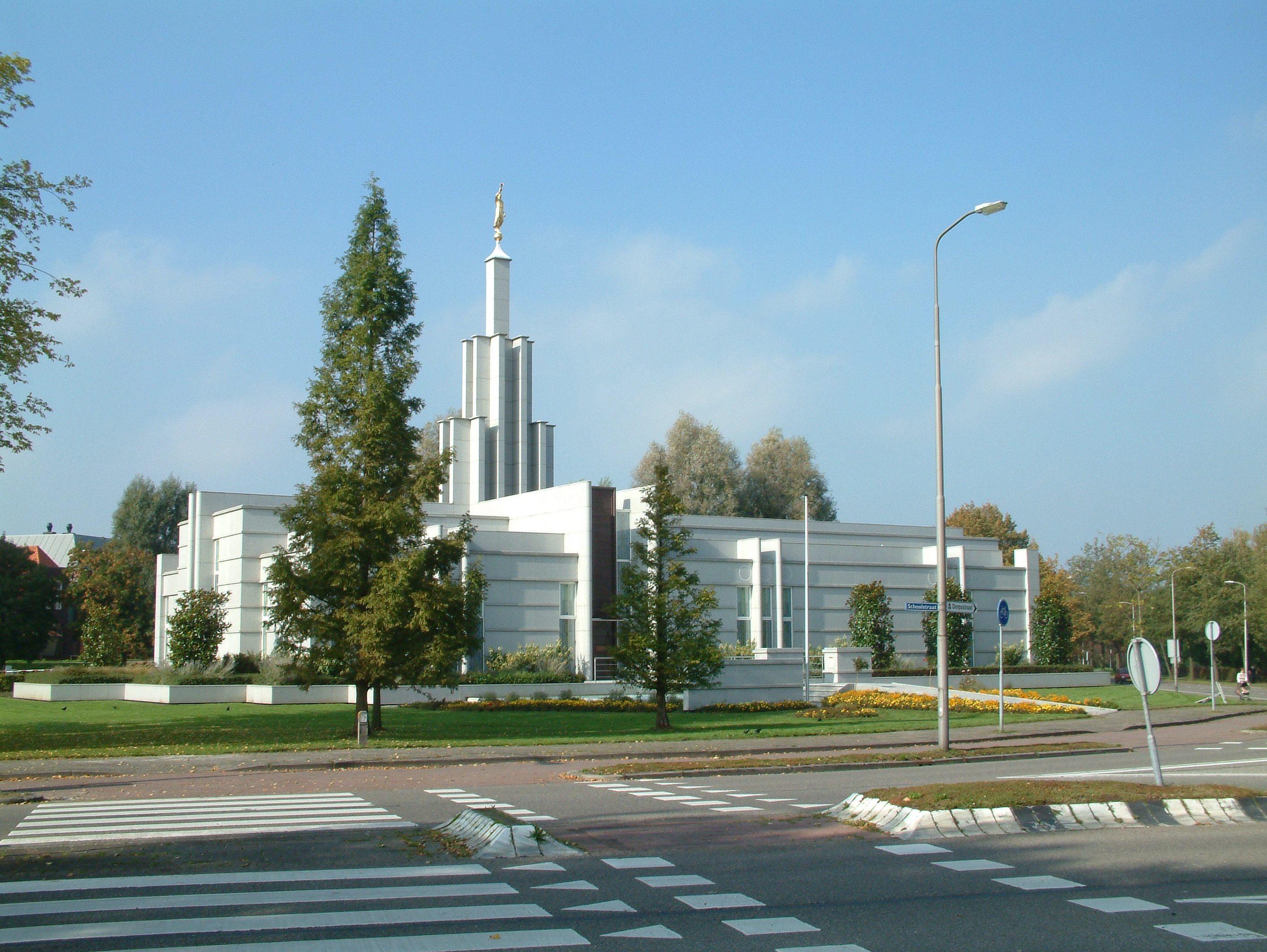
Sinds 2002 heeft Nederland een Tempel. Deze bevindt zich in Zoetermeer.

Tempels onderscheiden zich van reguliere kerkgebouwen in doel en uiterlijk. Naast de wereldwijd ruim 31.000 kerkgemeenten die wekelijks in kerkgebouwen vergaderen, telt de Kerk momenteel 195 operationele tempels. De kerkgebouwen zijn toegankelijk voor iedereen, terwijl de tempels alleen toegankelijk zijn voor getrouwe leden. Er is getracht de tempels fraai vorm te gegeven om zo hun heilige karakter te benadrukken. Zij krijgen hier onderwijs over onder andere het heilsplan. Ook worden er huwelijken gesloten, niet "tot de dood u scheidt", maar "voor tijd en alle eeuwigheid." Sinds 2002 heeft ook Nederland een tempel van De Kerk van Jezus Christus van de Heiligen der Laatste Dagen. Deze bevindt zich in Zoetermeer, maar staat bekend als de 'Den Haagtempel'. In België zijn er plannen voor een tempel in Brussel.
Het achteraf dopen van overledenen wordt "postume doop" genoemd. Dit plaatsvervangend "dopen voor de doden" is gebaseerd op een letterlijke interpretatie van Jezus' woorden in het evangelie van Johannes:  "Voorwaar, voorwaar, Ik zeg u, tenzij iemand geboren wordt uit water en Geest, kan hij het Koninkrijk Gods niet binnengaan" en Paulus' verwijzing naar de doop voor de doden. De plaatsvervangende doop voor de doden gebeurt in de tempels.

### Genealogie
De Kerk van Jezus Christus van de Heiligen der Laatste Dagen heeft een wereldwijde reputatie op het gebied van genealogisch onderzoek. Dit genealogisch onderzoek wordt voornamelijk verricht om religieuze redenen: de aldus opgespoorde voorouders kunnen postuum worden gedoopt.
In 1894 richtte de Kerk de Genealogical Society of Utah (GSU) op, sinds 2005 FamilySearch International genaamd, om genealogische gegevens te verzamelen, te bewaren en beschikbaar te stellen. Het is de grootste genealogische organisatie ter wereld. Al in 1938 begon de Kerk met het microfilmen van genealogische bronnen. Internationaal wordt er met ruim 10.000 nationale archieven, kerken en bibliotheken samengewerkt. In ruil voor het filmen van alle bronnen uit meer dan 110 landen ontvangen de samenwerkende archieven een eigen kopie op microfilm om onderzoek door bezoekers te vergemakkelijken. In geval van rampen waarbij archieven verloren gaan wordt er vaak een beroep gedaan op de Kerk om een kopie van de gefilmde gegevens te verkrijgen.
Om de collectie microfilms en digitale media veilig te stellen bouwde de Kerk in 1963 de Granite Mountain Records Vault, een aardbevingsbestendige kluis in het Rotsgebergte, zo'n 35 kilometer van Salt Lake City.
De gehele verzameling is gratis te doorzoeken in de FamilySearch Library in Salt Lake City. Daarnaast bevinden zich wereldwijd ruim 6.200 dependances, FamilySearch-centra genaamd, meestal in plaatselijke kerkgebouwen, waar bezoekers gratis toegang hebben tot de collectie. De door genealogisch onderzoek vergaarde data zijn door de Kerk ook vrij beschikbaar gesteld op haar website FamilySearch die in 1999 online ging. Inmiddels zijn er 13 miljard namen online te raadplegen (juli 2024).
De door de Kerk van 1984 tot 2002 ontwikkelde software voor genealogisch onderzoek, Personal Ancestral File (PAF), was eveneens vrij te gebruiken, maar wordt sinds 2013 niet meer gedistribueerd. Het in 1985 door de Kerk ontwikkelde GEDCOM-formaat is echter nog steeds de standaard voor gegevensuitwisseling tussen de meeste genealogische software en computersystemen.

### Humanitaire hulp
De Kerk van Jezus Christus van de Heiligen der Laatste Dagen kent een lange geschiedenis in het verlenen van humanitaire hulp.
- 1842: Joseph Smith, de oprichter en eerste president van de Kerk, onderwees de leden van de Kerk dat zij ‘de hongerigen moeten voeden, de naakten moeten kleden, voor de weduwen moeten zorgen, de tranen van de wezen moeten drogen, de behoeftigen moeten troosten, in deze kerk, of in een andere, of in geen een kerk.’ (‘Times and Seasons’, 15 maart 1842)
- 1936: Tijdens de depressie van de jaren dertig van de 20e eeuw introduceerde Heber J. Grant, de zevende president van de Kerk, een welzijnsprogramma voor leden van de Kerk met zelfredzaamheid tot doel.
- 1938: Tegen het einde van de grote depressie richtte de Kerk Deseret Industries (DI) op om in eerste instantie kerkleden te helpen zichzelf te helpen door tweedehands goederen in te zamelen, vrijwilligerswerk te verrichten en beroepstraining te bieden. Tegenwoordig heeft Deseret Industries 44 tweedehandswinkels in de staten Utah, Idaho, Californië, Arizona, Washington, Nevada en Oregon waar leden en niet-leden voor zeer lage prijzen huisraad, kleding etc. kunnen verkrijgen. Door beroepstraining te bieden aan mensen met een arbeidshandicap of langdurig werklozen werden in 2018 16.739 mensen geholpen.
- 1945–1946: Na de Tweede Wereldoorlog werden onder meer 127 treinwagons met voedsel, kleding, beddengoed en medicijnen naar Europa gestuurd.
- 1947: Nederlandse leden van de Kerk begonnen een welzijnsproject om aardappelen te telen. Toen zij hoorden over de erbarmelijke omstandigheden van de Duitse kerkleden besloten de Nederlanders hun oogst aan de Duitsers te doneren ondanks het feit dat zij recentelijk nog vijanden waren geweest tijdens de oorlog.
- 1953: Ook tijdens de Nederlandse watersnoodramp van 1953, toen een overstroming grote delen van Zuid-Holland en Zeeland onder water zette, doneerde de Kerk geld, kleding en dekens. Tevens stelde zij al haar kerkgebouwen in het getroffen gebied ter beschikking aan het Rode Kruis.[36]
- 1973: De Kerk richtte de non-profitorganisatie LDS Social Services op, tegenwoordig Family Services genaamd. Family Services verleent hulp bij verslavingsherstel, gezinsproblemen, misbruik en andere problemen van individuen, echtparen en gezinnen tegen een vergoeding op basis van het vermogen van een gezin om te betalen. Ze helpen leden ook bij het financieren van adoptie en verschaffen diensten aan biologische ouders en gezinnen (ongeacht geloof). Donaties helpen degenen die niet in staat zijn om zelf de diensten te financieren.
- 1985: Toen Ethiopië midden jaren tachtig geteisterd werd door hongersnood, nodigde het Eerste Presidium van de Kerk de leden in januari 1985 uit om te vasten en geld te doneren om de nood te lenigen. Die enkele vastendag leverde 6,4 miljoen dollar op. In november 1985 werd tijdens een speciaal vasten wederom 5 miljoen dollar door heiligen der laatste dagen gedoneerd. Dit luidde een nieuwe periode in waarbij de Kerk structurele hulp zou gaan bieden bij wereldwijde rampen.
- 1991: Om hulpgoederen wereldwijd beter te kunnen verzenden werd in 1991 het Latter-day Saint Humanitarian Center in het leven geroepen. Jaarlijks worden ongeveer 4 miljoen kilo schoenen en kleding, 300.000 hygiëne- en onderwijskits en 12.000 dekens verscheept aan slachtoffers in ruim 50 landen.
- 1996: De Kerk formaliseerde haar humanitaire hulpverlening door Latter-day Saint Charities in 1996 op te richten, een non-profitorganisatie onder auspiciën van de Presiderende Bisschop van de Kerk. Aanvankelijk werd er gefocust op rampenbestrijding. Al snel werd er met andere organisaties samengewerkt waaronder het Internationale Comité van het Rode Kruis en Catholic Relief Services. Inmiddels wordt met tientallen organisaties samengewerkt. Naast rampenbestrijding ligt de focus van Latter-day Saint Charities op programma’s voor rolstoeldistributie, schoon watervoorziening, inentingen, oogzorg, zorg voor moeders en pasgeborenen, voedseloptimalisatie, gemeenschapsprojecten en vluchtelingenhulp.
- 2012: Latter-day Saint Charities werd een raadgevende ngo (non-gouvernementele organisatie) voor de Verenigde Naties en begon nauwer samen te werken met andere lichamen van de Verenigde Naties, zoals UNHCR (United Nations High Commissioner for Refugees), UNICEF (United Nations International Children's Emergency Fund) en het WFP (World Food Programme).

#### Latter-day Saint Charities
Vanaf 1985 t/m 2020 heeft de Kerk meer dan 2,5 miljard dollar in hulp uitgegeven om tientallen miljoenen mensen in 197 landen humanitaire hulp te bieden. In 2021 vond een trendbreuk plaats toen de Kerk in dat jaar alleen al 906 miljoen dollar aan humanitaire hulp uitgaf. In 2022 werd 1,01 miljard uitgegeven en in 2023 1,36 miljard aan humanitaire hulp. Duizenden vrijwilligers, waaronder artsen en verpleegsters, zijn wereldwijd fulltime werkzaam in diverse humanitaire welzijnsprojecten van de Kerk.
Latter-day Saint Charities richt zich op de volgende kernprogramma’s:
Rampenbestrijding (structureel sinds 1985)

Sinds de succesvolle hulpactie tijdens de hongersnood in Ethiopië in 1985 werkt de Kerk nauw samen met andere organisaties om wereldwijd directe noodhulp te verlenen aan slachtoffers van natuurrampen, burgeroorlogen en hongersnood. Wanneer lokale hulpbronnen beperkt zijn of ontbreken, biedt de Kerk direct middelen om het leven in stand te houden, zoals voedsel, water, onderdak en kleding, alsook medische, school- en hygiënebenodigdheden.
In 2003 startte de Kerk met de productie en distributie van Atmit, een voedingsrijke, dunne pap, die speciaal voor ondervoede kinderen werd ontwikkeld. In samenwerking met eigen deskundigen van de Brigham Young University verbeterde de Kerk zelfs de samenstelling van Atmit om meer levens te kunnen redden.
Ten tijde van een grote ramp is de Kerk vaak snel ter plaatse om hulp te bieden, zoals in 2004 na de tsunami in Zuidoost-Azië en in 2005 toen de Amerikaanse stad New Orleans werd getroffen door de orkaan Katrina.
In april 2018 doneerde Latter-day Saint Charities 1 miljoen dollar aan het Wereldvoedselfonds (WFP) van de VN om de honger te bestrijden in de Democratische Republiek Congo (DRC).
In oktober 2018 doneerde de Kerk 1,5 miljoen dollar aan het Amerikaanse Rode Kruis voor de aanschaf van 10 nieuwe "emergency response" voertuigen.
In mei 2019 doneerde de Kerk 100.000 dollar voor het herstel van de twee moskeeën die op 15 maart van dat jaar in Nieuw-Zeeland beschadigd raakten tijdens een terroristische aanval waarbij 51 mensen gedood werden.
In september 2022 doneerde de Kerk 32 miljoen dollar aan het World Food Programme (WFP) van de VN.
Rolstoelen (sinds 2001)

Om de mobiliteit van mensen met een lichamelijke beperking te verbeteren werkt de Kerk samen met plaatselijke organisaties om rolstoelen te verschaffen. Overeenkomstig de richtlijnen van de Wereldgezondheidsorganisatie (WGO) wordt de situatie van elke persoon individueel beoordeeld en elk persoon op maat bediend, geïnstrueerd en doorlopend ondersteund. Inmiddels zijn meer dan 700.000 rolstoelen in 133 landen geleverd. In 2018 zijn door Latter-day Saint Charities 53.800 rolstoelen geleverd in 40 landen.
Schoon water (sinds 2002)

De Kerk voorziet gemeenschappen van schone waterbronnen, verbetert sanitaire voorzieningen en traint in goede hygiëne. Zij focust daarbij op het zogenaamde WASH (Water, Sanitair en Hygiëne) programma van Unicef. Van 2002 tot 2010 hebben ruim 7,5 miljoen mensen door de inspanningen van de Kerk toegang tot schoon water gekregen. In 2018 werd aan 657.500 mensen in 28 landen toegang tot schoon water verschaft.
Inentingen (sinds 2003)

De Kerk draagt bij aan de inspanningen van organisaties die zich inspannen voor wereldwijde inentingen en ondersteunt plaatselijke inentingsprogramma’s door sociale mobilisatie en ondersteuning in landen waar ziektes veel kindersterfte veroorzaken. Tussen 2003 en 2012 ondersteunde de Kerk campagnes waar meer dan 100 miljoen kinderen en jeugd baat bij hebben gehad in 45 landen. In 2018 werden zeven campagnes uitgevoerd waar zeven landen bij gebaat waren.
Op 26 februari 2021 kondigde de Kerk een donatie aan van 20 miljoen dollar voor de inspanningen van UNICEF om de aanschaf en levering van 2 miljard COVID-19-vaccins tegen eind 2021 aan ongeveer 196 deelnemende COVAX-landen en economieën te faciliteren. Dit was een aanvulling op de donatie van 3 miljoen dollar van Latter-day Saint Charities in 2020 om de urgente COVID-19-reactie van UNICEF mogelijk te maken door water, sanitaire voorzieningen en hygiënediensten te leveren.
Zorg voor moeders en pasgeborenen (sinds 2003)

Latter-day Saint Charities verzorgt reanimatietraining en doneert apparatuur aan medisch personeel en organisaties in landen met een hoge kindersterfte. In 2018 werden 53.800 zorgverleners getraind in 39 landen.
Oogzorg (sinds 2003)

Het verbeteren van oogzorg en behandelingen door plaatselijke gezondheidsorganisaties zodat blindheid en visuele beperkingen vermeden worden. Sinds 2003 hebben ruim 650.000 mensen in 73 landen baat gehad bij de projecten die de Kerk heeft geïnitieerd. In 2018 verleende de Kerk oogzorg aan 309.800 mensen in 35 landen.
Benson Food (sinds 2006)

Latter-day Saint Charities spant zich in om de voedselzekerheid van mensen in ontwikkelingslanden te verhogen door middel van duurzame technieken in de productie van levensmiddelen en trainingen op het gebied van voeding, dieet en voedselopslag aan te bieden. In 2018 werden 311.700 mensen geholpen in 16 landen.
Gemeenschapsprojecten

De Kerk ondersteunde in 2017 1.868 gemeenschapsprojecten in 103 landen.
Daklozen- en vluchtelingenhulp

Op 4 februari 2016 doneerde de Kerk 5 miljoen dollar aan het VN-vluchtelingenagentschap (UNHCR) om hulp te bieden bij de hulpverlening aan de toenemende vluchtelingenstroom in Europa.
Op 17 juli 2016 overhandigde de Kerk een cheque van 3 miljoen dollar aan het World Food Programme (WFP) van de VN om voedsel te verschaffen voor vluchtelingen in Kameroen, Tsjaad en Syrië.
Op 28 augustus 2016 doneerde de Kerk 2 miljoen dollar aan twee charitatieve organisaties die vluchtelingen helpen om een nieuw leven op te bouwen in de VS. Een bedrag van 1,25 miljoen dollar werd gegeven aan de U.S. Conference of Catholic Bishops die nieuw gearriveerde vluchtelingen helpt via 80 hervestigingskantoren van bisdommen; 750.000 dollar werd geschonken aan het International Rescue Committee (IRC) dat gelijksoortige diensten verleend aan herplaatste vluchtelingen in 29 steden in de VS.
In 2016 ondersteunde 488 vluchtelingenprojecten in 54 landen.
In november 2017 doneerde de Kerk 10 miljoen dollar aan de uitbreiding en ontwikkeling van huisvesting voor daklozen in de Salt Lake vallei.
In december 2017 doneerde de Kerk 5 miljoen dollar (waarvan 3,8 in natura en 1,2 in cash) aan negen charitatieve organisaties in de VS die bevoegd zijn om vluchtelingen onder te brengen.
In mei 2019 doneerde de Kerk 4 miljoen dollar aan negen charitatieve organisaties in de VS die bevoegd zijn om vluchtelingen onder te brengen..

### Onderwijs
Voor heiligen der laatste dagen is onderwijs een eeuwig beginsel gebaseerd op de Schriftuurlijke teksten “de heerlijkheid Gods is intelligentie of, met andere woorden, licht en waarheid” en “welk niveau van intelligentie wij in dit leven ook bereiken, in de opstanding zal het met ons herrijzen.”
De Kerkelijke onderwijsinstellingen (CES) van De Kerk van Jezus Christus van de Heiligen der Laatste Dagen voorzien zowel in seculier als godsdienstig onderwijs voor leden en niet-leden. De huidige commissaris van CES is Clark G. Gilbert, voormalige professor van de Harvard Business School.

#### Universiteiten
De Kerk bezit en beheert drie universiteiten en een hogeschool:
- Brigham Young University (sinds 1875) in Provo, Utah met 35.000 studenten.
- Brigham Young University-Hawaii in Laie, Hawaii met 3.000 studenten.
- Brigham Young University-Idaho in Rexburg, Idaho met 23.000 studenten.
- Ensign College in Salt Lake City, Utah met 4.000 studenten.

BYU hanteert het motto ‘Enter to learn, go forth to serve‘ (‘Treed binnen om te leren, ga uit om te dienen’). Verder heeft de Kerk ook een aantal scholen voor basisonderwijs en voortgezet onderwijs in Mexico, Tonga, Samoa, Fiji en Kiribati.
In 2017 kondigde de Kerk BYU Pathway Worldwide aan, online betaalbaar hoger onderwijs. Vanaf 2022 bedient BYU-Pathway Worldwide jaarlijks meer dan 61.000 studenten uit meer dan 180 landen. Certificaten en graden worden aangeboden in samenwerking met BYU-Idaho en Ensign College.

#### Seminarie en instituut
De Kerk kent een lange traditie in godsdienstonderwijs voor jongeren en jongvolwassenen via het zogenaamde seminarie en instituut.
Seminarie is een 4-jarig godsdienstprogramma voor leerlingen in het voortgezet onderwijs in de leeftijd van 14 tot 18 jaar. Elk jaar wordt een ander boek van Schriftuur bestudeerd – het Oude Testament, het Nieuwe Testament, het Boek van Mormon of de Leer en Verbonden. Seminarieklassen worden onderwezen door voltijd leerkrachten en vrijwilligers. Wereldwijd zijn er bijna 408.000 seminariestudenten.
Instituut biedt godsdienstonderwijs voor studenten van 18 t/m 35 jaar op meer dan 2.500 locaties wereldwijd. Instituutklassen omvatten studie van de Schriften, kerkgeschiedenis en -leer en voorbereidingscursussen voor huwelijk en zending. Instituut telt ruim 356.000 studenten.

#### Permanent studiefonds (PSF)
Het permanent studiefonds, dat in 2001 werd geïntroduceerd, verschaft jongvolwassenen in ontwikkelingslanden de kans om een opleiding te volgen om hun economische omstandigheden te verbeteren. Kerkleden doneren aan het fonds en als een student is afgestudeerd en een baan heeft, betaalt hij of zij de lening tegen een lage rente terug. Het geld dat wordt terugbetaald, is beschikbaar voor nieuwe leningen. Dit garandeert de uitbreiding en permanentie van het fonds. Inmiddels hebben ruim 90.000 personen baat gehad bij de kansen die het permanent studiefonds biedt.

### Zendingswerk
In september 1830, vijf maanden na haar oprichting, stuurde de Kerk haar eerste zendelingen uit om bekeerlingen te zoeken. In 2007 had zij sinds de oprichting in 1830 meer dan één miljoen zendelingen over de gehele wereld uitgezonden. Eind 2023 waren er wereldwijd 67,871 zendelingen werkzaam in de leeftijd van 18 tot 25 jaar. Daarnaast dienen wereldwijd ruim 27.000 senior zendelingen.
Een zending is meestal voor een periode van twee jaar en geschiedt op eigen kosten. Gedurende deze periode bestuderen zendelingen de leer en onderwijzen zij belangstellenden, verrichten dienstbetoon en maken zich vaak een vreemde taal eigen als zij naar het buitenland zijn geroepen.

### Geboden
Heiligen der laatste dagen geloven dat God – via profeten en apostelen – instructies geeft voor het welzijn van de mens. Deze richtlijnen worden geboden genoemd. Zij kunnen worden gevonden in de Schriften. Getrouwe leden worden geacht gehoorzaam te zijn aan Gods geboden. Geïnspireerde boodschappen en instructies worden ook gegeven via toespraken van algemene autoriteiten van de Kerk tijdens de halfjaarlijkse wereldwijde conferenties die in april en oktober in Salt Lake City gehouden worden.

#### De twee grote geboden
Heiligen der laatste dagen streven ernaar de twee grote geboden na te leven: God liefhebben boven alles en hun naaste liefhebben als zichzelf.

#### Tien geboden
De Kerk van Jezus Christus van de Heiligen der Laatste Dagen leert haar leden, zoals de meeste christelijke kerkgenootschappen, om de Tien Geboden in acht te nemen.

#### Christelijke deugden nastreven
Van getrouwe leden wordt verwacht dat zij ernaar streven christelijke deugden in hun leven te implementeren. Volgens het dertiende geloofsartikel geloven zij "eerlijk te moeten zijn, trouw, kuis, welwillend, deugdzaam, en goed te moeten doen aan alle mensen".

#### Gebed
Heiligen der laatste dagen geloven dat zij minstens elke ochtend en avond dienen te bidden, individueel en in gezinsverband en als dankzegging bij hun maaltijden. Een gebed begint met het aanroepen van God, gevolgd door dankbetuigingen en eventueel het vragen om specifieke behoeften. Het gebed wordt beëindigd in de naam van Jezus Christus, gevolgd door "Amen". Zij geloven dat zij door middel van gebed leiding van God kunnen ontvangen. Ook vragen zij geïnteresseerde niet-leden doorgaans om oprecht te bidden over hun leerstellingen, omdat zij geloven dat de Heilige Geest deze leerstellingen kan bekrachtigen door middel van een bevestigend vredig en vreugdevol gevoel.

#### Vasten
Heiligen der laatste dagen vasten minstens eenmaal per maand tijdens elk eerste weekend van de maand. Zij onthouden zich dan geheel van eten en drinken gedurende een etmaal, wat neerkomt op het overslaan van twee opeenvolgende maaltijden. Zij vasten om hun gebeden kracht bij te zetten. Dit kan bijvoorbeeld het geval zijn wanneer zij vasten en bidden voor het nemen van belangrijke beslissingen, voor de gezondheid van een zieke en dergelijke. Het geld dat ze tijdens het vasten uitsparen, geven ze als 'vastengaven', die gebruikt wordt om behoeftige leden te helpen.

#### Sabbatheiliging
Ook nemen kerkleden de sabbatdag in acht die zij beschouwen als een heilige rustdag. Zij vieren de sabbatdag, net als de vroegchristelijke gelovigen sinds de opstanding van Jezus Christus, op de eerste dag van de week ofwel de zondag.

#### Woord van Wijsheid
Joseph Smith, stichter van de Kerk, beweerde op 27 februari 1833 instructies van God te hebben ontvangen met betrekking tot lichamelijke gezondheid. Aanvankelijk werd dit 'Woord van Wijsheid' beschouwd als advies, echter in 1851 gaf Smiths opvolger Brigham Young het de meer bindende status van gebod. Het Woord van Wijsheid houdt tegenwoordig voor heiligen der laatste dagen onder andere in dat zij geen drugs, tabak, alcoholische dranken, koffie en thee gebruiken. Na WOII werd het zich houden aan het Woord van Wijsheid een voorwaarde om de tempel in te mogen.

#### Wet van kuisheid
Heiligen der laatste dagen dienen zich te houden aan de wet van kuisheid, die inhoudt dat seksuele relaties alleen geoorloofd zijn binnen een wettig huwelijk tussen een man en een vrouw.
Heiligen der laatste dagen vermijden zelfbevrediging en pornografie. Homoseksualiteit wordt niet als zonde gezien maar homoseksueel gedrag wel. Abortus provocatus wordt gezien als ernstige zonde, tenzij de zwangerschap het resultaat is van verkrachting of incest, als het leven of de gezondheid van de moeder in gevaar is of als de foetus afwijkingen vertoont die het niet levensvatbaar maken.

#### Wet van tiende
Leden van de Kerk worden geacht een tiende deel van hun inkomsten aan de Kerk te doneren. Deze Bijbelse 'wet van tiende' werd in 1838 hersteld via een openbaring aan Joseph Smith, nadat eerdere pogingen tot het leven in gemeenschap van goederen hadden gefaald. De tiendendonaties worden voornamelijk gebruikt voor de bouw en het onderhoud van kerkgebouwen en tempels, maar ook voor andere activiteiten van de Kerk zoals zendingswerk en familiegeschiedenis. De tiendendonaties zijn niet primair bedoeld om de humanitaire projecten van de Kerk te bekostigen. De Kerk moedigt haar leden echter aan om, naast de tiendendonaties, ook royaal bij te dragen aan haar liefdadigheidsprogramma.

#### Polygamie
De Kerk leerde en praktiseerde volgens oudtestamentisch gebruik in haar beginperiode het meervoudig huwelijk waarbij een man met meerdere vrouwen mocht trouwen. In toenemende mate vaardigde de Amerikaanse overheid wetten uit tegen polygamie en vervolgde de Kerk daarvoor. In 1890 verklaarde de Kerk in het zogenaamde 'Manifest' polygamie niet langer na te streven. Ook buiten de VS werden er geen nieuwe meervoudige huwelijken meer gesloten toen hier in 1904 via een Tweede Manifest een kerkelijke sanctie op kwam te staan.
Er zijn echter kleine splintergroeperingen ontstaan, waarvan de Fundamentalistische Kerk van Jezus Christus van de Heiligen der Laatste Dagen van Warren Jeffs met 6.000 tot 10.000 leden de grootste en bekendste is, die polygamie in de praktijk blijven brengen. Sommige daarvan kwamen in de publiciteit door het niet vrijwillige karakter daarvan. In de staat Utah besloot de rechter in februari 2014 om een meervoudig huwelijk met terugwerkende kracht alsnog te erkennen wegens de vrijheid van godsdienst. Desondanks distantieert De Kerk van Jezus Christus van de Heiligen der Laatste Dagen zich stellig van polygamie.

## Kritiek

### Vervolging en integratie
Vanaf het begin van haar ontstaan is er veel kritiek geuit op De Kerk van Jezus Christus van de Heiligen der Laatste Dagen. In het overwegend protestantse Amerika van de 19e eeuw had men veel moeite met het verschijnsel van een profeet, en vooral met een schriftuur naast de Bijbel, het Boek van Mormon dus. De echte vervolgingen, zoals die in Missouri, waren meer sociaal-politiek van aard, doordat de mormonen zich als homogene en vreemde groep vestigden in dunbevolkte gebieden – zoals Missouri – en daarmee een plotselinge politieke invloed kregen.
Polygamie, onofficieel ingevoerd in Nauvoo in 1842, verhevigde de vervolgingen. De officiële invoering ervan in Utah in 1853 gaf de federale regering een handvat tot officiële vervolging, culminerend in de 'Utah War' van 1860-61, al was de werkelijke aanleiding het feit dat de mormonen een theocratie hadden gesticht binnen het democratisch bestel van de VS. Na het afzweren van de polygamie in 1890 kon Utah een erkende staat worden binnen de federatie. In de 20e eeuw zijn de relaties genormaliseerd en werden de mormonen geleidelijk geaccepteerd en geïntegreerd als Amerikaanse staatsburgers, zoals de kandidatuur van Mitt Romney, een bekend lid van de Kerk, tijdens de Amerikaanse presidentsverkiezingen van 2012 aantoonde.

### Racisme
Vanaf het midden van de negentiende eeuw tot 1978 werden zwarte mannen van Afrikaanse afkomst niet tot het priesterschap geordend.
De vloek van Kaïn werd vaak gebruikt als argument voor de beperking op het priesterschap. Naarmate de Kerk wereldwijd groeide, ook in Afrika en Brazilië, werd het steeds moeilijker om de beperkingen op het priesterschap te verenigen met de zending van de kerk.
Kerkleiders dachten terug aan de beloften van voormalige profeten als Brigham Young, dat zwarte leden ooit de zegeningen van het priesterschap zouden genieten. In juni 1978 publiceerden de leiders van de Kerk op grond van een openbaring een officiële verklaring dat de restrictie was opgeheven. Vandaag verwerpt de kerk de theorieën die men in het verleden aanhaalde. De kerkleiders in deze tijd veroordelen elke vorm van racisme in het heden of verleden.

### Wetenschappelijke kritiek
Vanaf de publicatie van het Boek van Mormon is door de Kerk van Jezus Christus van de Heiligen der Laatste Dagen hooggehouden dat het Boek van Mormon naast religieuze teksten ook historische informatie over de precolumbiaanse wereld zou bevatten. De wetenschappelijke wereld kan dit echter op geen enkele wijze aantonen of waarschijnlijk maken. Genetica heeft ondertussen aangetoond dat geen enkele inheemse stam uit Noord- of Zuid-Amerika enige sporen van Hebreeuwse afstamming vertoont.
Daarnaast wijst men op exegetische, etymologische en andere ongerijmdheden en anachronismen uit het Boek van Mormon (zoals het bestaan van staal, het introduceren van paarden en strijdwagens, en de aanwezigheid van kuddes huisdieren).
Ook het Boek van Abraham is ter discussie gesteld. De Egyptische papyri waarvan Joseph Smith volgens eigen zeggen de tekst had vertaald, zijn enkele decenniën geleden gedeeltelijk teruggevonden. Het blijkt een versie van een laat-Egyptisch dodenboek te zijn, met een tekst die niet op die van Joseph Smith lijkt.

### Kritiek op postume doop
Het plaatsvervangende "dopen voor de doden" is voor sommige mensen een controversieel onderwerp. Zo heeft de Kerk in 1995 een overeenkomst gesloten met de Amerikaans-Joodse gemeenschap om te stoppen met het ongevraagd "dopen" van Holocaust slachtoffers. Ook de theologie achter het "plaatsvervangend dopen" van beruchte criminelen, zoals seriemoordenaar Ted Bundy (ook bij leven korte tijd lid van de Kerk) wordt niet door iedereen begrepen.
Ook in Nederland heeft deze doop kritische aandacht getrokken. Hoewel de Kerk stelt dat leden enkel hun eigen voorouders op deze wijze mogen dopen, zijn er verschillende gevallen bekend waarbij ook niet-voorouders zijn gedoopt. Het gebruik kreeg in Nederland aandacht, toen dagblad Trouw in mei 2012 berichtte dat ook verscheidene leden van het Koninklijk Huis waren gedoopt, waaronder koningin Juliana, prins Bernhard en de koningen Willem I en Willem III. Al eerder was er kritiek op het dopen van overleden Joden, waaronder Anne Frank.
De Kerk van Jezus Christus van de Heiligen der Laatste Dagen beweert dat wie postuum gedoopt wordt, zelf de keuze heeft in de geesteswereld om deze doop te aanvaarden.

### Samenwerking met rijksarchieven
Om te kunnen weten welke personen zijn overleden en dus in aanmerking komen voor postume doop houdt de Kerk een groot genealogisch register bij. FamilySearch, zoals het systeem heet, bestaat uit genealogische archiefcollecties die de Kerk heeft ontvangen van onder meer overheden en kerken. Ook in Nederland werkt de Kerk samen met rijksarchieven. Medewerkers van FamilySearch bieden overheden sinds enkele decennia aan om hun collecties gratis te verfilmen, in ruil voor een kopie van de verfilmde akten.
Na berichtgeving hierover in Trouw sprak een aantal politieke partijen in de Tweede Kamer zich in mei 2012 uit tegen de samenwerking met de Kerk. Archivarissen moesten volgens VVD, PvdA, CDA, GroenLinks en de Partij voor de Dieren twee keer nadenken voordat ze de verwerking van hun collectie uitbesteden aan de Kerk. Op die manier zou de overheid 'medeplichtig' raken aan het doopgebruik.
Alternatieve seculiere bronnen van genealogische gegevens zijn bijvoorbeeld WieWasWie en Open Archieven. Ook zijn er diverse semicommerciële websites waarop stamboomgegevens worden verzameld en beschikbaar gesteld.

### Primaire bronnen
- Book of Mormon. Salt Lake City (UT): The Church of Jesus Christ of Latter-Day Saints, 1989.
- Doctrine and Covenants. Salt Lake City (UT): The Church of Jesus Christ of Latter-Day Saints, 1989.
- The Pearl of Great Price. Salt Lake City (UT): The Church of Jesus Christ of Latter-Day Saints, 1989.
- Laatste Nederlandse vertaling van 2004, als Het Boek van Mormon, De Leer en Verbonden en De Parel van Grote Waarde.

### Algemeen
- Allen, James B. & Glen M. Leonard, The Story of the Latter-day Saints, (2nd ed., Salt Lake City 1992).
- Bowman, Matthew,The Mormon People: The Making of an American Faith, New York: Random House, 2012.
- Bushman, Richard L, Joseph Smith. Rough Stone Rolling, New York: Knopf, 2005
- Davies, Douglas, The Mormon culture of salvation. Aldershot: Ashgate 2000.
- An Introduction to Mormonism, Cambridge: Cambridge University Press 2003.
- Givens, Terryl L. People of Paradox. A History of Mormon Culture, Oxford: Oxford University Press.
- Ludlow, Daniel H. (Ed.). Encyclopedia of Mormonism. New York: Macmillan Publishing Company, 1992. (3 volumes).
- Mauss, Armand, The angel and the beehive. The Mormon struggle with assimilation. Urbana & Chicago: University of Chicago Press 1994.
- All Abraham's children. Changing Mormon conceptions of race and lineage, Urbana & Chicago: University of Chicago Press 2003.
- Quinn, D. Michael. The Mormon Hierarchy: Origins of Power, Salt Lake City: Signature Books, 1994.
- The Mormon Hierarchy: Extensions of Power, Salt Lake City: Signature Books, 1997.

### Over het Boek van Mormon
- Givens, Terryl L., By the Hand of Mormon. The American Scripture than launched a World Religion, Oxford, Oxford University Press 2002.
- Hardy, Grant, Understanding the Book of Mormon, A Reader's Guide. Oxford: Oxford University Press 2010.
- Sorenson, John L., Mormon's Codex. An Ancient American Book. Salt Lake City: Deseret Book/Maxwell Institute, 2013.
- Southerton, Simon G., Losing a Lost Tribe: Native Americans, DNA, and the Mormon Church, Salt Lake City: Signature Books.

### Kerk in Nederland en België
- Beek, Walter E.A. van, Mormon Europeans or European Mormons? An Afro-European look at religious colonization. Dialogue: a Journal for Mormon Thought 38, 4 (2005) 3 – 36.
- Hierarchies of sacredness. The LDS temple in Zoetermeer, in P. Post ed. Holy grounds in the Netherlands, Leuven. Peters, 2009.
- Ethnization and Accommodation: Dutch Mormons in Twenty-First-Century Europe, Dialogue: A Journal of Mormon Thought 29, no. 1 (Spring 1996): 119-38;
- Beek, Walter E.A. & R. Taselaar, Zion's pure of heart: personal and institutional purity in Mormonism, in Petra Rösch & Udo Simon (eds.) How Purity is Made, Wiesbaden: Harassowitz, 2012, 413-43.
- Decoo, Wilfried, Feeding the Fleeing Flock: Reflections on the Struggle to Retain Church Members in Europe, Dialogue: A Journal of Mormon Thought 29, no. 1 (Spring 1996): 97-118.
- In Search of Mormon Identity: Mormon Culture, Gospel Culture, and an American Worldwide Church*, International Journal of Mormon Studies, 2013: 1-53.
- Vreven, A.A., Predik alle volken. De Geschiedenis van de Kerk van Jezus Christus van de Heiligen der Laatste Dagen in Nederland, 1861-2011, Groningen, 2011, ISBN 978-90-9026447-9